# Gunda Schneider-Flume
Gunda Schneider-Flume (* 19. Mai 1941 in Berlin; † 26. Februar 2024) war eine deutsche evangelische Theologin.

## Leben
Schneider-Flume wurde 1941 in Berlin geboren. Von 1960 bis 1966 studierte sie Theologie, Klassische Philologie, Philosophie und Psychologie in Bonn, Heidelberg und Tübingen. Dort wurde sie 1969 zum Dr. theol. über Die politische Theologie Emanuel Hirschs promoviert. Im Jahre 1983 habilitierte sie an der Universität Tübingen mit Die Identität des Sünders. Eine Auseinandersetzung theologischer Anthropologie mit dem Konzept der psychosozialen Identität Erich H. Eriksons.
1988 erfolgte die Ordination als Pfarrerin der Württembergischen Landeskirche, dann wurde sie Professorin für Systematische Theologie an der Universität Heidelberg (1990–1996), der Universität Jena (1996–1999) und 1999–2006 an der Theologischen Fakultät der Universität Leipzig.
In späteren Jahren hielt sie Vorträge zu Themen der Religionspädagogik, zu Fragen gelingenden Lebens, zur Seelsorge bei älteren Menschen sowie zu theologisch-ethischen Fragen im Alter.

## Auszeichnungen
- 2016: ökumenischer Predigtpreis für ihr Lebenswerk.[7]

## Werke (Auswahl)
- Gunda Schneider-Flume, Dieter Henke und Günter Kehrer: Der Wirklichkeitsanspruch von Theologie und Religion – Ernst Steinbach zum 70. Geburtstag. Tübingen, Mohr Siebeck Verlag, 1976.
- Gunda Schneider-Flume: Leben dürfen oder leben müssen. Die Bedeutung der humanistischen Psychoanalyse Erich Fromms für die theologische Anthropologie . in A. Reif (Hg.), Erich Fromm. Materialien zu seinem Werk, Wien (Europa Verlag) 1978, S. 135–161 (Memento vom 13. Februar 2005 im Internet Archive)
- Gunda Schneider-Flume: Leben ist kostbar. Wider die Tyrannei des gelingenden Lebens. Göttingen, Vandenhoeck & Ruprecht, 2002, ISBN 978-3525633977
- Gunda Schneider-Flume, Doris Hiller: Dogmatik erzählen? Die Bedeutung des Erzählens für eine biblisch orientierte Dogmatik. Neukirchen-Vluyn, Neukirchener,  2005, ISBN 978-3788721121
- Gunda Schneider-Flume: Glaube in einer säkularen Welt. Ausgewählte Aufsätze. Leipzig, Evangelische Verlagsanstalt, 2006, 978-3374024230
- Gunda Schneider-Flume: Grundkurs Dogmatik. Nachdenken über Gottes Geschichte. Göttingen, Vandenhoeck & Ruprecht, 2008, 2., durchges. Aufl., ISBN 978-3825225643
- Gunda Schneider-Flume: Alter – Schicksal oder Gnade? Theologische Überlegungen zum demographischen Wandel und zum Alter(n). Göttingen, Vandenhoeck & Ruprecht, 2008, ISBN 978-3525624043
- Gunda Schneider-Flume: Realismus der Barmherzigkeit. Über den christlichen Glauben. Stuttgart, Radius, 2012, ISBN 978-3871739354
- Gunda Schneider-Flume: Wenig niedriger als Gott?: Biblische Lehre vom Menschen. Leipzig, Evangelische Verlagsanstalt, 2013, ISBN 978-3374031825